# 零售银行
零售银行，是銀行類型之一，它們的服務對象是普羅大眾市民、中小企及個人小戶。 零售銀行服務客戶通常是透過銀行分行、自動櫃員機及網上銀行等交往的。与之对应的是批发银行。提供零售銀行業務的著名金融機構包括美國摩根大通及英國滙豐。

## 業務種類
- 活期存款
- 支票往來
- 零存整付
- 定期存款
- 樓宇按揭
- 外匯找換
- 信用卡
- 私人貸款
- 扣賬卡
- 股票買賣
- 基金投資
- 其他

## 相關
- 銀行
- 合作社
- 離岸銀行
- 批發銀行
- 私人銀行服務
- 商業銀行
- 中央銀行
- 投資銀行
- 中国银监会
- 銀行街，如觀塘開源道

## 外部参考
- 國際零售銀行發展狀況 （页面存档备份，存于）
- Tiwari, Rajnish and Buse, Stephan (2006): The German Banking Sector: Competition, Consolidation and Contentment （页面存档备份，存于）, Hamburg University of Technology (TU Hamburg-Harburg)
- Brunner, A., Decressin, J. / Hardy, D. / Kudela, B. (2004): Germany’s Three-Pillar Banking System – Cross-Country Perspectives in Europe, Occasional Paper, International Monetary Fund, Washington DC 2004.